# Église du Prophète-Élie de Souzdal
Pour les articles homonymes, voir église du Prophète-Élie.
L'église du Prophète-Élie de Souzdal, (en russe : Церковь Ильи Пророка на Ивановой горе ou Ильинская церковь) est un édifice religieux situé à Souzdal, le long d'un méandre de la rivière Kamenka (affluent de la Nerl), en face du kremlin de Souzdal, à côté de la prairie d'Élie. Elle a été construite en 1744.

## Histoire
L'église actuelle a remplacé, en 1744, celle qui existait en bois, mais plus à l'ouest du bourg, sur ordre du métropolite de Souzdal Hilarion. L'église se trouve en bordure du pré d'Élie, là ou précédemment se trouvait le siège de l'évêché. Elle est visible depuis le kremlin de Souzdal.
Au XVIIIe siècle, à côté de l'église du Prophète-Élie, il existait une petite église d'hiver chauffée qui figure encore en 1912 sur des photos du photographe Sergueï Prokoudine-Gorski. Durant les premières années du pouvoir soviétique, cette petite église (appelée Saint-Jean-Évangéliste) a été démolie, en même temps que le clocher et la salle réfectoire de l'église du Prophète-Élie. Il avait été prévu de reconstruire ces parties détruites dans les années 1970, mais ce n'est qu'en 2010 que le projet a été réalisé.
Cette église à dôme unique, est un exemple d'édifice de petite bourgade durant la première moitié du XVIIIe siècle : un dôme octogonal reposant sur une base en quadrilatère et surmonté d'un bulbe. 

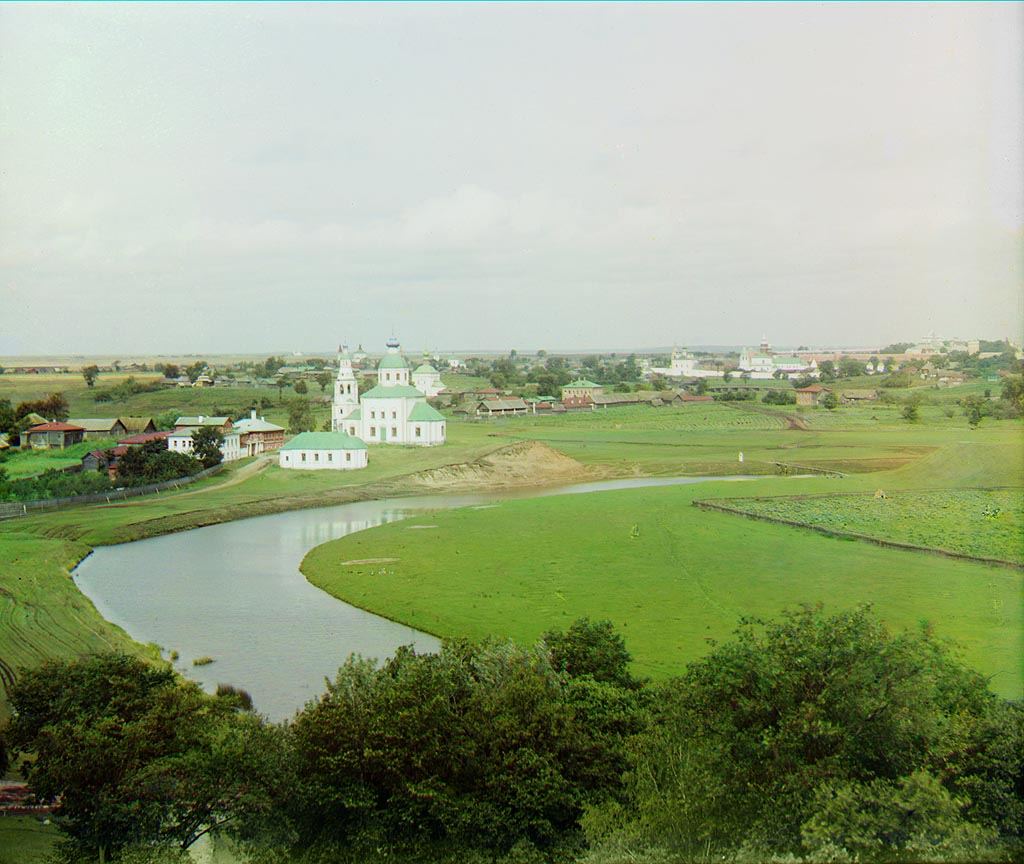
Photo de l'église en  1912 par Sergueï Prokoudine-Gorski.
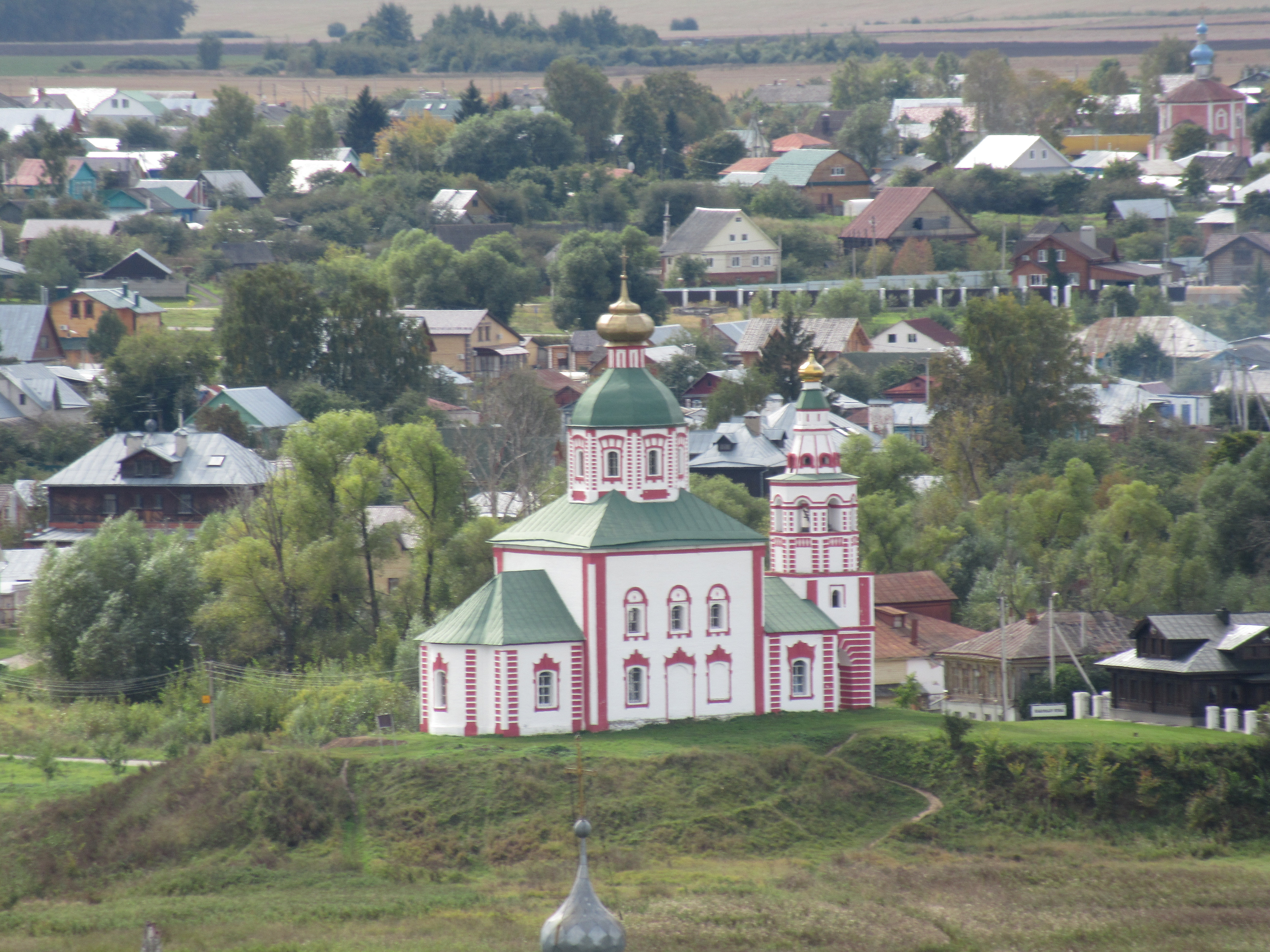
Église du Prophète-Élie.
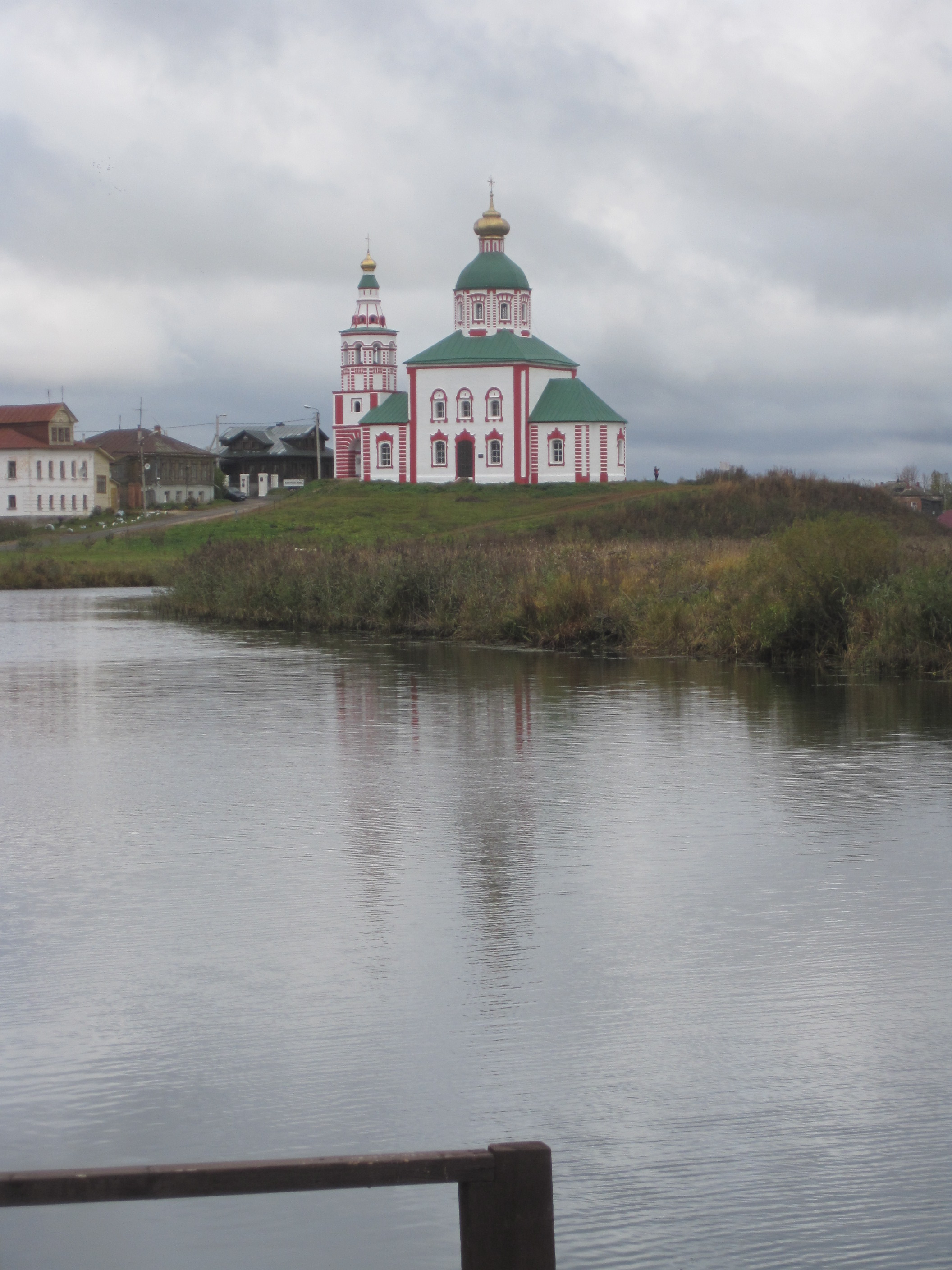
Église du Prophète-Élie.

## Sources
- Ильинская церковь
- Алиса Аксенова, Суздаль ХХ век Издательство " Аркаим" 2003  (ISBN 5-93767-002-7)

Alice Aksenova, Souzdal au XXe siècle.

## Liens
- Ильинская церковь после реставрации 2010 года photo de 2010
- Круговая панорама Ильинской церкви panorama filmé
- Ильинская церковь с колокольней и трапезной. Фото из книги «Суздаль. ХХ век» photo de l'état antérieur à la démolition de certains éléments.
- 1920-е гг., фото А. А. Соболева, Ильинская церковь с колокольней photo de 1920.